# تیله

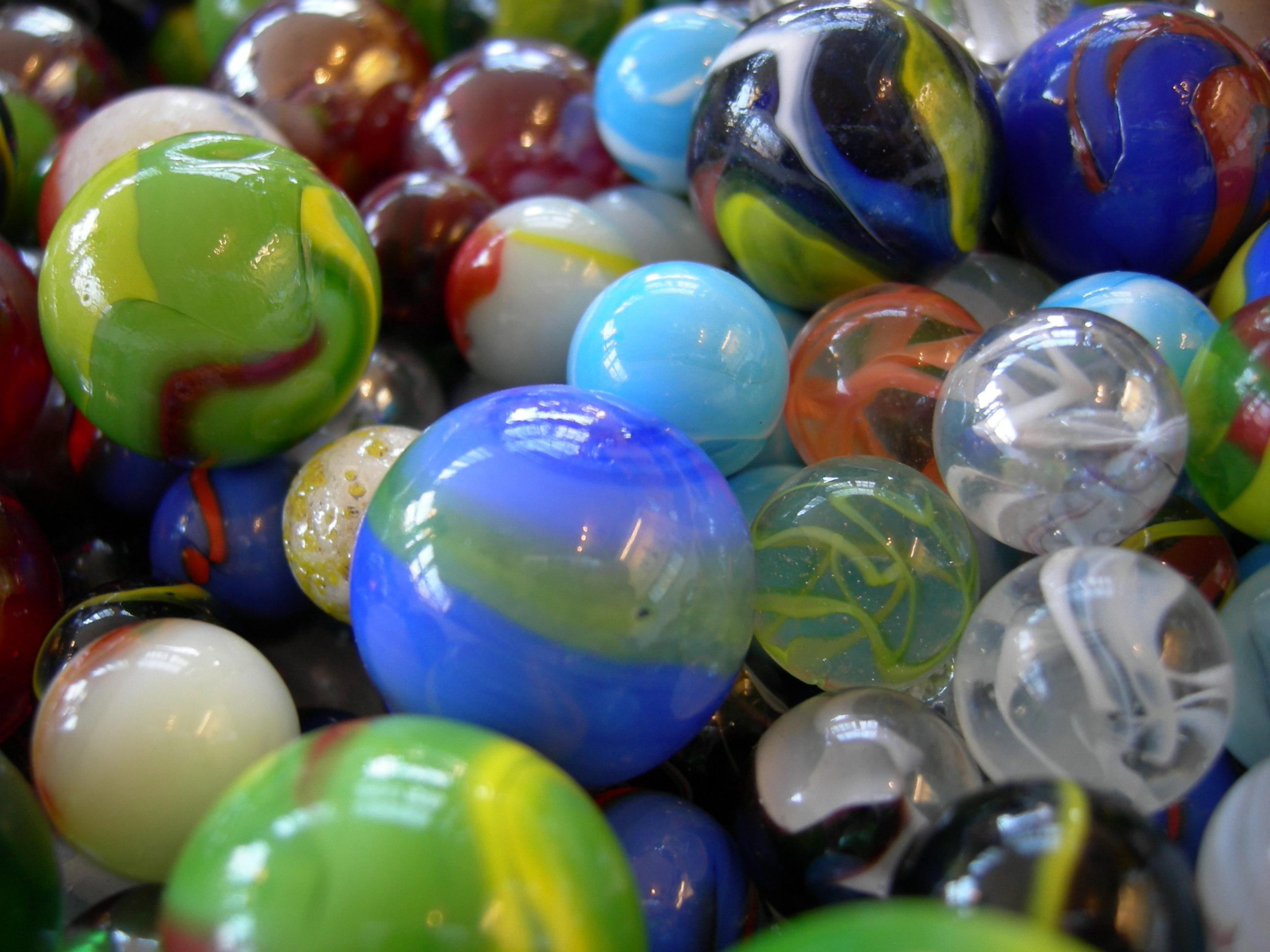
تیله‌های شیشه‌ای در اندازه‌های مختلف

تیله یا تشله یا گوله یا فِنگ جسم کروی کوچکی است که معمولاً از جنس شیشه و گاهی خاک رس، فولاد، پلاستیک یا عقیق است. تیله‌ها در اندازه‌های متفاوتی از قطر ۱ میلی‌متر تا بیش از ۳۰ سانتی‌متر تولید می‌شوند اما به‌طور معمول، قطر آن‌ها حدود ۱٬۲ سانتی‌متر است.

معمولاً داخل تیله‌های شیشه‌ای، رگه‌های رنگی قرار داده شده‌است. تیله‌ها، وسیلهٔ بازی «تشر» یا تیله‌بازی هستند.

## پیرامون واژه
نام این توپ در لهجه‌های مختلف فارسی و در نقاط مختلف ایران متفاوت است. اما متداول‌ترین نام آن همان تیله است که گاهی «گلوله» یا گلول گفته می‌شود. در زبان لکی به آن گولو و به بازی آن گلوون می‌گویند در اورامان به آن «بیل» و به بازی آن «بیلانی» می‌گویند. در ایلام (شهرستان آبدانان) به آن «فِنگ (fəŋ)» گفته می‌شود. در شهر اهواز نیز به آن «فِنگ» می‌گویند. در لار به آن «مایه» گفته می‌شود. در کرمانشاه به آن تَشیله و در همدان «تِشِله» می‌گویند. در خراسان به آن «تُشْله» یا «توشْله» یا «تیشْله» گفته می‌شود. در تبریز به آن «مازی» می‌گویند. در ایلام «گُلو» و چاله‌ای که باید ابتدا گلو را در آن انداخت «نِگِر» نام دارد. در سقز به آن «کَللا» و به بازی آن «کَللا مِشان» می‌گویند. در سنندج به آن «هل مات» و به بازی آن «هل ماتان» می‌گویند. در اصفهان به آن «گولی» و به بازی آن «گولی بازی» و در گلستان هم به ان «توشنه» وبه ان بازی «توشنه بازی» می‌گویند. در لامرد فارس به تیله‌ها هل و به بازی هل بازی گفته و در میان افراد بزرگسال محبوبیت زیادی داشته و در فصل زمستان و بهار زمان اوج این بازی است.

## تاریخچه

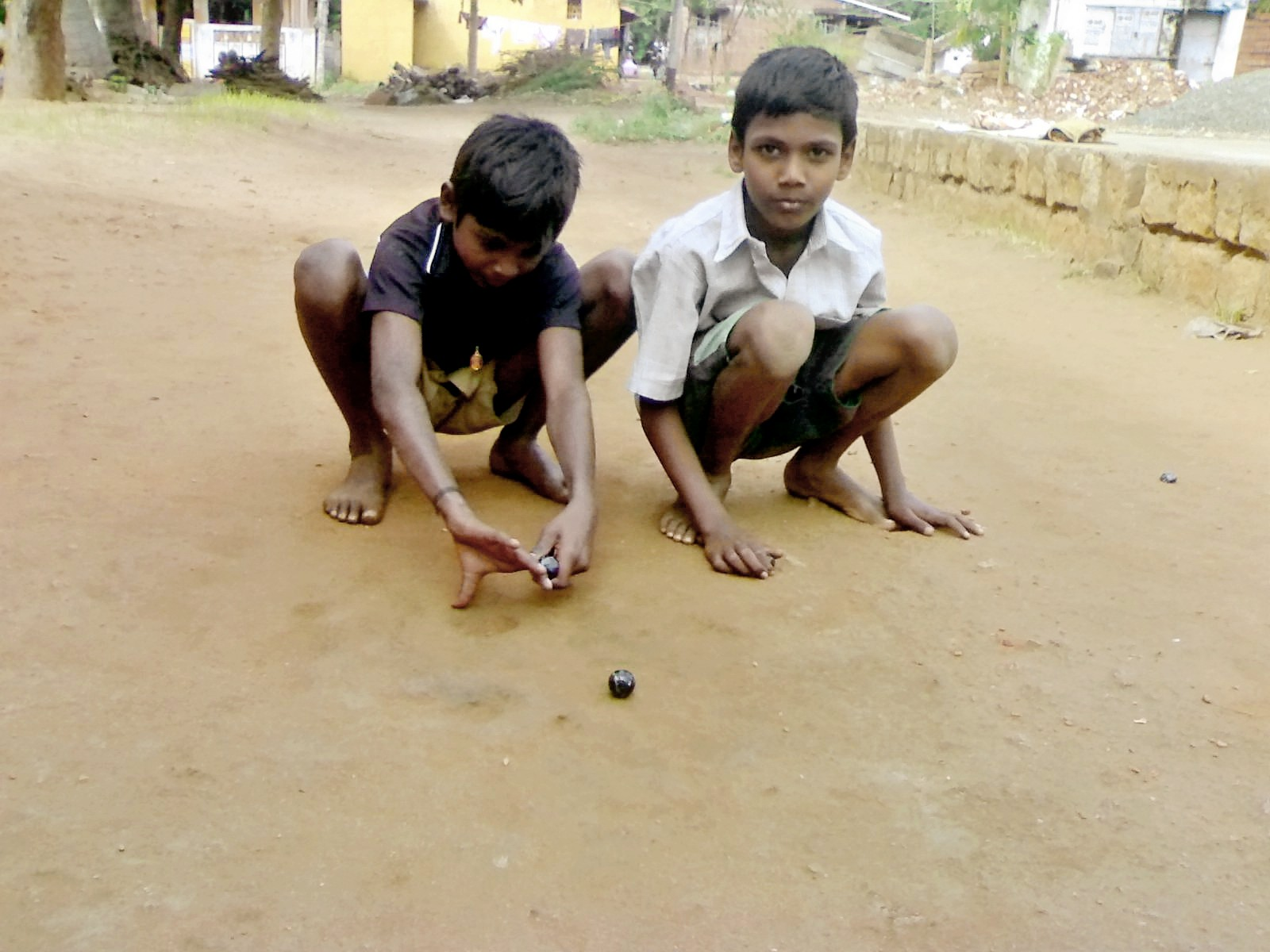
بچه‌هایی در حال تیله‌بازی در هندوستان

احتمالاً تیله‌های اولیه در تمدن دره سند (در پاکستان کنونی) ساخته شده‌اند. این تیله‌ها گوی‌های شیشه‌ای یا سنگی یا گِلی ساده‌ای بودند.
در مقبره‌های مصر باستان و سرخپوستان آمریکا و اهرام تمدن آزتک‌ها نیز گوی‌های گِلی یافت شده‌است.